# オースチン・ビレッジ

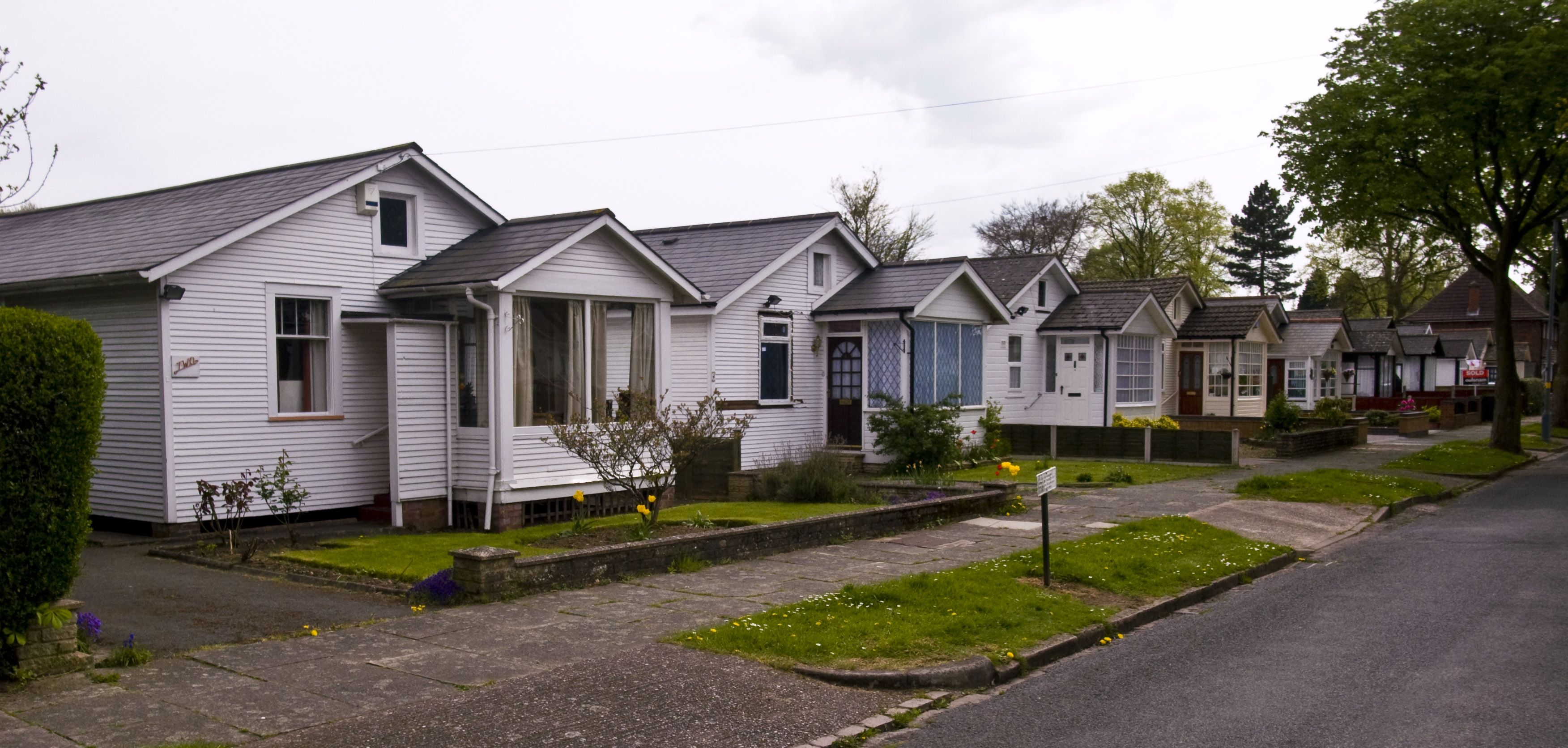
第一次世界大戦中、オースチン・ビレッジに200棟ほど建てられた、シダー材のプレハブ式バンガローの一部。

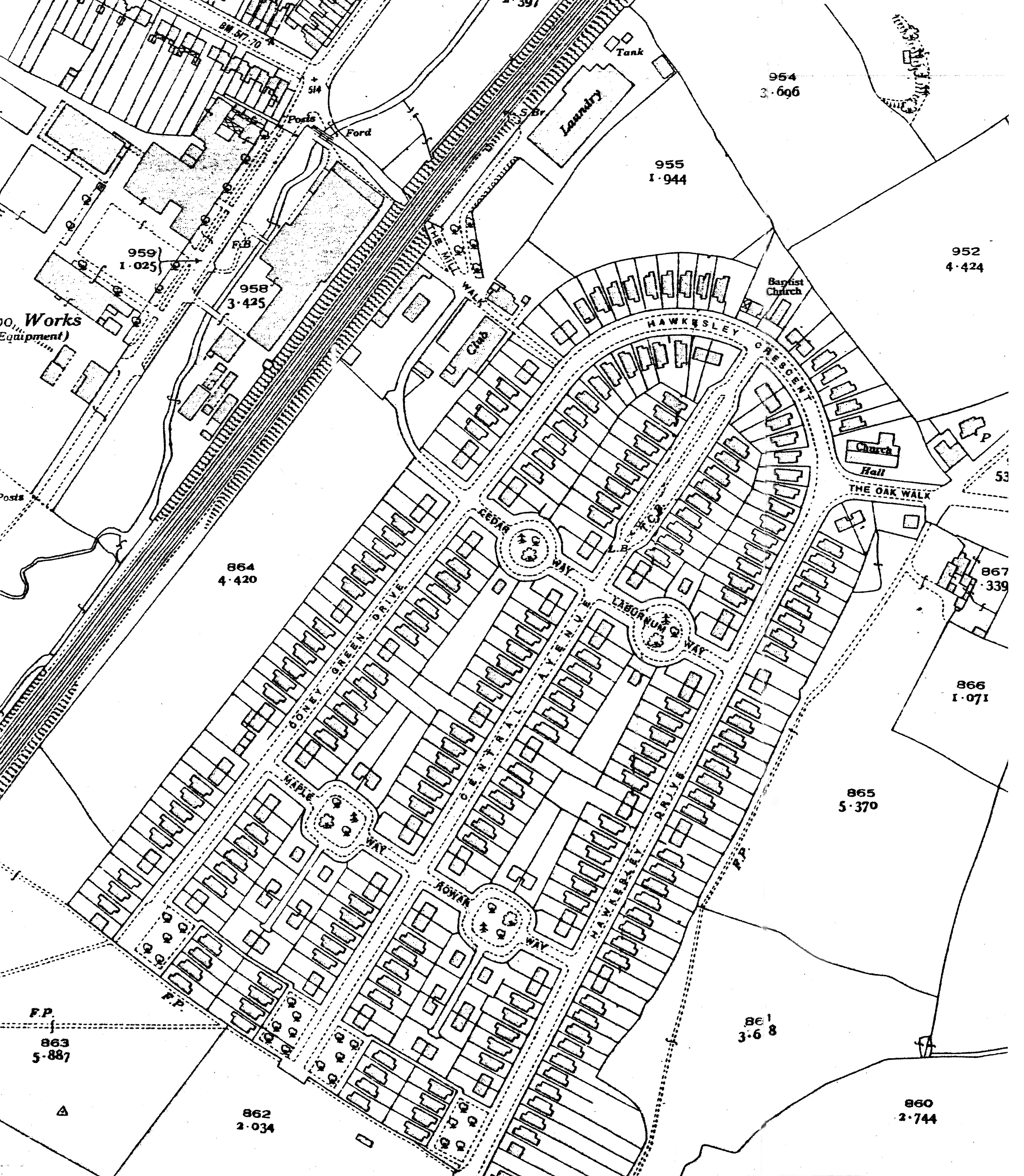
両大戦間期のオースチン・ビレッジを描いた、1936年のOS（陸地測量部）2,500分の1地図。周囲がまだ農地であったことがわかる。

オースチン・ビレッジ (Austin Village) は、第一次世界大戦中、イングランドのバーミンガム市郊外のロングブリッジとノースフィールドの間に、プレハブ工法の住宅によって開発された住宅地。
1905年、ロングブリッジにオースチン自動車を創業したハーバート・オースチンは、第一次世界大戦中に戦車や航空機の製造に工場を転用した際に従前よりも多くの従業員を抱えることとなった。1917年、オースチンは、7,750ポンドで購入したターブス・グリーン (Turves Green) の土地に、従業員のための住宅地を建設した 。オースチンは、アメリカ合衆国ミシガン州ベイシティのアラディン・カンパニー (The Aladdin Company) から、レッド・シダー（エンピツビャクシン）材のプレハブ式バンガローを200棟輸入した。部材は大西洋を越えて運ばれ、幸いUボートの攻撃にも遭わずに無事届けられた。これによって建てられた住宅に加え、煉瓦積みの在来工法で建設された25棟が、火災の際に防火帯となることを考慮して、分散して配置された。各戸にはコークスを焚くセントラルヒーティング、ガス調理器、ガス給湯器、シンクと水切り (drainer)、風呂付きのバスルームが備えられていた。バンガローの外側の大きさは、幅20フィート6インチ (6.25 m)、奥行き35フィート3インチ (10.74 m)で、前面にはポーチ、背面にはポイラー室が付いていた。3室ある寝室は、それぞれ9フィート7インチ (2.92 m)四方の広さがあった。煉瓦積みの家にも、ガスが2カ所に用意されていた。
ローワン・ウェイ (Rowan Way) とラバナム・ウェイ (Laburnum Way) の半ばに設けられた円形の緑地には、八角形の子どもの遊び場の家があったが、現在はなくなっている。開発前にあったホークスリー農場 (Hawkesley Farm) の建物は、地区の集会場 (a village hall and club room) に改装された。
セントラル・アベニュー (Central Avenue)、ホークスリー・クレセント (Hawkesley Crescent)、ホークスリー・ドライブ (Hawkesley Drive)、コニー・グリーン・ドライブ (Coney Green Drive)、サイプレス・ウェイ (Cypress Way)、シーダー・ウェイ (Cedar Way)、ラバナム・ウェイ、ローワン・ウェイ、メイプル・ウェイ (Maple Way) といった道路沿いには、成長した樹木が移植された。オースチン・ビレッジは、わずか11か月で完成し、オースチンの従業員たちに、バンガローには7人用、煉瓦積みの家には12人用の宿舎として貸し出された。
木造のバプテスト教会がセントラル・ドライブ (Central Drive) の北のはずれに、イングランド国教会に属した公現祭教会 (Church of the Epiphany) がジ・オーク・ウォーク (The Oak Walk) の角に建てられたが、いずれも現存していない。
戦時体制が解かれ、従業員の数が減ると、宿舎としての用がなくなったバンガローは売り家となった。現在この住宅地は、周辺の地域と同じように、通常の郊外住宅地となっている。1997年には、Planning (Listed Buildings and Conservation Areas) Act 1990 に基づいてオースチン・ビレッジ保全地域 (Austin Village Conservation Area) として指定された。